# Список министров почты и телекоммуникаций Германии

Список министров почты и телекоммуникаций Германии  включает глав общенациональных учреждений и министерств Германии, ответственных за почту и другие виды связи. Перечень охватывает исторический период со времён Северогерманского союза по 1997 год. В 1997 году ведомство было расформировано.

## Руководители почты Северогерманского союза

Герб Северогерманского союза

В 1803—1875 годах генерал-почтмейстерами и генеральными директорами почтового ведомства Северогерманского союза были следующие лица:
| Имя                               | Дата вступления в должность | Дата снятия с должности | Партия |
| --------------------------------- | --------------------------- | ----------------------- | ------ |
| Иоганн Фридрих фон Зегебарт       | 1803                        | 1821                    | —      |
| Карл Фердинанд Фридрих фон Наглер | 1821                        | 1836                    | —      |
| Готлоб Генрих Шмюкерт             | 1836                        | 1862                    | —      |
| Карл Людвиг Рихард фон Филипсборн | 1862                        | 1870                    | —      |
| Генрих фон Стефан                 | 1870                        | 1875                    | —      |

## Статс-секретари кайзеровской Германии

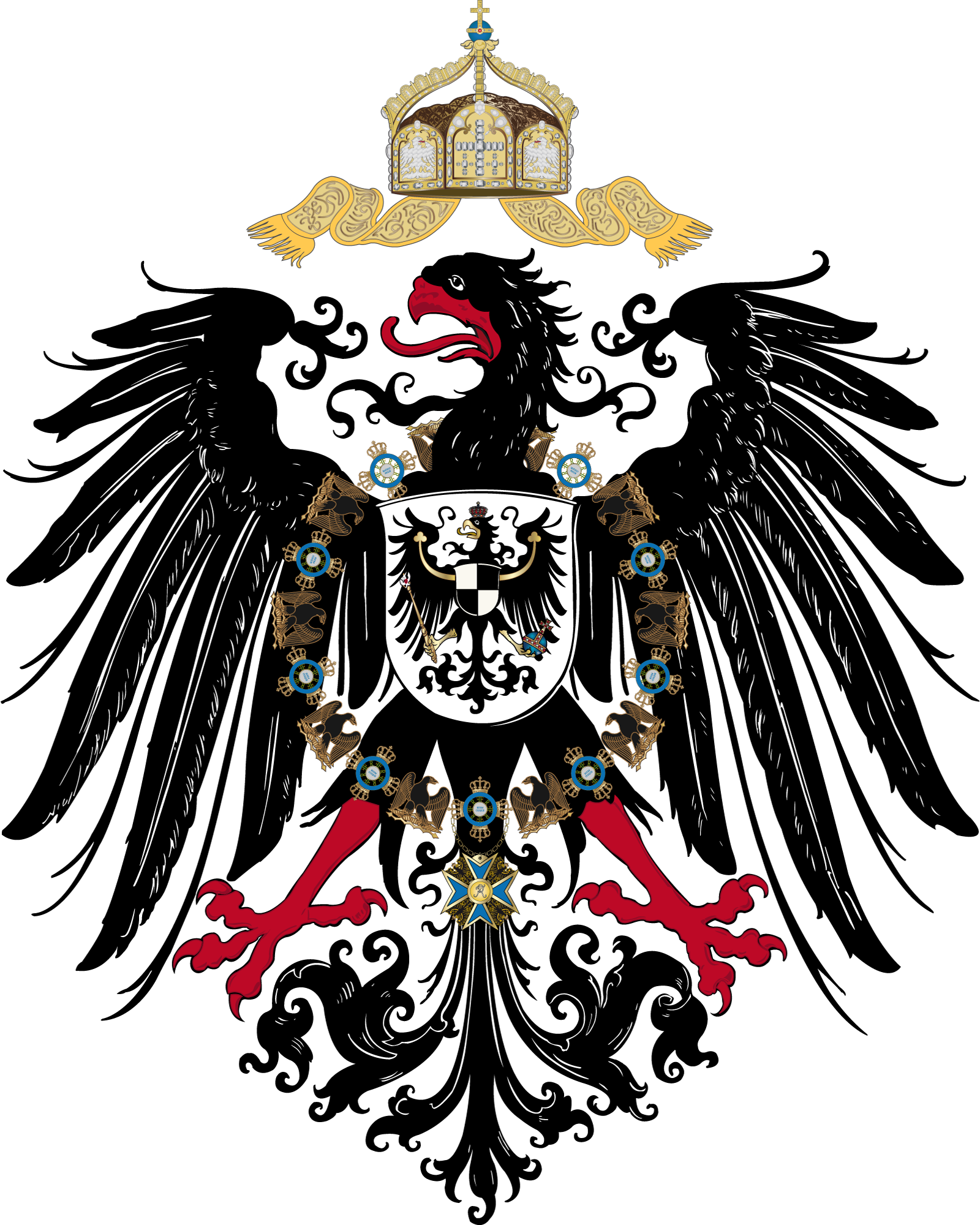
Герб Германской империи

В 1876—1918 годах статс-секретарями имперского почтового управления кайзеровской Германии были:
| Имя                    | Дата вступления в должность | Дата снятия с должности | Партия |
| ---------------------- | --------------------------- | ----------------------- | ------ |
| Генрих фон Стефан      | 1876                        | 1897                    | —      |
| Виктор фон Подбельский | 1897                        | 1901                    | —      |
| Рейнхольд Кретке       | 1901                        | 1917                    | —      |
| Отто Рюдлин            | 1917                        | 1919                    | —      |

## Министры Веймарской республики

Герб Веймарской республики

В 1919—1933 годах министрами почты Веймарской республики были:
| Имя                    | Дата вступления в должность | Дата снятия с должности | Партия |
| ---------------------- | --------------------------- | ----------------------- | ------ |
| Йоханнес Гисбертс      | 13 февраля 1919             | 14 ноября 1922          | Центр  |
| Карл Штингль           | 22 ноября 1922              | 12 августа 1923         | БНП    |
| Антон Хёфле            | 13 августа 1923             | 15 декабря 1924         | Центр  |
| Карл Штингль           | 15 января 1925              | 17 декабря 1926         | БНП    |
| Георг Шетцель          | 28 января 1927              | 30 мая 1932             | БНП    |
| Пауль фон Эльц-Рюбенах | 1 июня 1932                 | 30 января 1933          | —      |

## Министры Третьего рейха
В 1933—1945 годах министрами почты Третьего рейха были:
| Имя                    | Дата вступления в должность | Дата снятия с должности | Партия |
| ---------------------- | --------------------------- | ----------------------- | ------ |
| Пауль фон Эльц-Рюбенах | 30 января 1933              | 1937                    | —      |
| Вильгельм Онезорге     | 1937                        | 1945                    | НСДАП  |
| Юлиус Дорпмюллер       | 1 мая 1945                  | 23 мая 1945             | НСДАП  |

## Министры ФРГ

### Министр по делам связи (1949—1950)
| Имя         | Дата вступления в должность | Дата снятия с должности | Партия |
| ----------- | --------------------------- | ----------------------- | ------ |
| Ганс Шуберт | 1949                        | 1950                    | ХСС    |

### Министры почты и связи (1950—1989)
| Имя                    | Дата вступления в должность | Дата снятия с должности | Партия |
| ---------------------- | --------------------------- | ----------------------- | ------ |
| Ганс Шуберт            | 1950                        | 1953                    | ХСС    |
| Зигфрид Бальке         | 1953                        | 1956                    | ХСС    |
| Эрнст Леммер           | 1956                        | 1957                    | ХДС    |
| Рихард Штюклен         | 1957                        | 1966                    | ХСС    |
| Вернер Доллингер       | 1966                        | 1969                    | ХСС    |
| Георг Лебер            | 1969                        | 1972                    | СДПГ   |
| Лауриц Лауритцен       | 1972                        | 1972                    | СДПГ   |
| Хорст Эмке             | 1972                        | 1974                    | СДПГ   |
| Курт Гшайдле           | 1974                        | 1982                    | СДПГ   |
| Ганс Маттхёфер         | 1982                        | 1982                    | СДПГ   |
| Кристиан Шварц-Шиллинг | 1982                        | 1989                    | ХДС    |

### Министр почты и телекоммуникаций (1989—1990)
| Имя                    | Дата вступления в должность | Дата снятия с должности | Партия |
| ---------------------- | --------------------------- | ----------------------- | ------ |
| Кристиан Шварц-Шиллинг | 1989                        | 2 октября 1990          | ХДС    |

## Министры почты и связи ГДР
| Имя                | Дата вступления в должность | Дата снятия с должности | Партия     |
| ------------------ | --------------------------- | ----------------------- | ---------- |
| Фридрих Бурмейстер | 1949                        | 1953                    | ХДС в ГДР  |
| Рудольф Шульце     | 1963                        | 1989                    | ХДС в ГДР  |
| Клаус Вольф        | 1989                        | 1990                    | ХДС в ГДР  |
| Эмиль Шнелль       | 1990                        | 1990                    | СДПГ в ГДР |

## Министры объединённой Германии

### Министры почты и телекоммуникаций
| Имя                    | Дата вступления в должность | Дата снятия с должности | Партия |
| ---------------------- | --------------------------- | ----------------------- | ------ |
| Кристиан Шварц-Шиллинг | 3 октября 1990              | 1992                    | ХДС    |
| Вольфганг Бёч          | 1993                        | 1997                    | ХСС    |